# Jaime Sin
Jaime Sin y Lachica (Aklan, 31 de agosto de 1928 – Manila, 21 de junio de 2005) fue un célebre e influyente cardenal de la Iglesia católica de Filipinas, verdadero conductor espiritual en su país durante varias décadas. Durante su mandato era reconocido como el “Primado de Filipinas”, aunque jamás existió tal cargo jerárquico real dentro de la Iglesia. También fue un reconocido escritor e hispanista, como puede comprobarse en su famoso discurso titulado El papel que desempeña la Hispanidad en la formación moral de la juventud. Él, no obstante, era hijo de comerciantes chinos establecidos en Panay. Ahí, en la ciudad de Jaro, comenzó su formación religiosa.
Su influencia jugó un importante papel en las revueltas políticas durante las presidencias de Ferdinand Marcos, en 1986, y de Joseph Estrada, en el año 2001.
Llegó a participar como actor en varias películas como La sombra de Miriam y El veneno.

## Política
El cardenal Sin era uno de los principales líderes religiosos de Asia, muy conocido por sus puntos de vista sobre temas tan variados como la pobreza, la política, la guerra en Irak. Apareció en la escena internacional en 1986 cuando pidió a los filipinos rodear las sedes de la policía y la armada en Manila, para proteger a los dirigentes que habían roto con el dictador Ferdinand Marcos. Este tuvo que dejar el poder después de una revolución sin violencia. En julio de 2003, el cardenal llamó a la población a la vigilancia algunas horas antes de una tentativa de golpe de Estado contra la presidenta Gloria Macapagal-Arroyo.
Debido a su mala salud no pudo asistir al cónclave de 2005, muriendo pocos meses después. Esta enterrado en la cripta de la Catedral de Manila.

## Premios y reconocimientos
- 1994. Premio Zobel[4]
- Legión de Honor de Filipinas. Otorgada por la presidenta Corazón Aquino
- Orden de Sikatuna. Otorgada por el presidente Joseph Estrada
- Orden de Lakandula. Otorgada por la presidenta Gloria Macapagal-Arroyo
- Doctorado honorario de la Universidad Yale en 1986.[5]